# طرزی افشار
طرزی افشار شاعر ایرانی عهد شاه عباس دوم بود که به ساختن واژه‌ها و فعل‌ها و مصدرهای جعلی شهرت داشت. وی از ایل افشار و مولدش روستای طرزلو در اطراف ارومیه بود و در دربار مقامی ارجمند داشت. او در اوایل سدهٔ یازدهم از اصلاح‌کنندگان زبان و دشمنان اشرافیت به‌شمار می‌رفت.

## زندگی
طرزی افشار در روستای طرزلو در اطراف ارومیه متولد شد. بنا به گفتهٔ نویسندهٔ مجمع‌الفصحاء طرزی مردی ظریفِ خوش‌طبعِ عاشق‌پیشه صاف‌اندیشه بود. طرزی از شعرای اواسط سدهٔ یازدهم قمری و معاصر با شاه صفی و شاه عباس دوم بود. وی تعلیمات ابتدایی را نزد ملای همان روستای زادگاهش فراگرفت و سپس به ارومیه رفت. در جوانی به قزوین و از آن‌جا به عزم تحصیل به اصفهان رفت. خود گوید:
| از بلدهٔ قزوین به صفاهان سَفَریدم |  | بی‌خرجی و بی‌اسب خرامان سفریدم  |
| یاران سفریدند به جمعیّت و من هم |  | یک قافله با حال پریشان سفریدم |

مدت‌ها در اصفهان مانده و با تنگ‌دستی روزگار گذرانده و، سرانجام به دربار شاه صفی و سپس به مجلس شاه عباس دوم راه یافت و مورد عنایت شاه عباس دوم قرار گرفت. طرزی افشار طی بحر طویلی که در دیوانش ثبت است به افشار بودن خودش اشاره می‌کند و می‌گوید از این بیم دارم که به میان افشارها و بلدهٔ ارومی برگردم و مجدداً مجبور شوم که خوانین افشار را تملق گویم.

### سفرهای طرزی
از اشعار طرزی چنین استنباط می‌شود که وی به سفر علاقه‌مند بود؛ روزی به مغان و اردبیل، هفته‌ای به شروان و شماخی و گنجه و مازندران؛ اما هرجا و هرگاه خسته و ملول می‌گشت، برای گشایش دل راهی دیار خود، به ویژه تبریز، می‌شد:
| دلم گرفت ز جاها چرا نتبریزم |  | گشادِ دل بُوَد آن‌جا چرا نتبریزم |
| علی‌الخصوص یخیدم ز اردبیلیدن |  | برای جَذوه موسی چرا نتبریزم   |

او به شهرهای قم، اصفهان و شیراز هم مسافرت کرده‌است و برای زیارت به نجف نیز رفته‌است. در این سیر و سفرها، بزرگ‌ترین آرزوی او زیارت کعبه بوده — که دستش نمی‌داده — اما سرانجام، باری راه حجاز در پیش می‌گیرد:
| به عزمِ کعبهٔ مقصود بر راه    |  | نهادم رخ توکّلتُ علی‌اللّه  |
| ز شوقِ کعبه دست و پا گُمیدم   |  | هدایت یافتم الحمدللّه    |
| کنون میبصرهام افتان و خیزان |  | کَاَنَّ الکاه از بادِ سحرگاه |

در مسیر مکه بیشتر شهرهای عراق، قفقاز و ترکستان را دیده‌است. دیدن سرزمین‌های دور و نزدیک و نشست و برخاست با ترک و عرب و تاجیک سبب شد علاوه‌بر آشنایی با سرزمین‌ها، با آداب و شیوه‌های زیستی و معیشتیِ مردم و گفتار آن‌ها نیز آشنا گردد. خود گوید:
| تُرکیدم و تاتیدم و آن‌گه عربیدم |  | در دیدهٔ کوته‌نظران بوالعجبیدم  |
| شعبان رمضان گر بِپَلاوَم مَتَعَجُّب   |  | بی‌آش جمادیدم و بی‌نان رجبیدم   |
| مَنعید ز وصلیدنِ او دوش رقیبم   |  | مُشتی گَرِهانیده به جبهه‌ش ضَرَبیدم |

از سال و محل مرگ او اطلاعی نیست. به گفتهٔ بعضی تذکره‌نویسان در ۱۷ ربیع‌الاول ۱۰۶۰ قمری، روز تولد محمد بن عبدالله، طرزی در نجف بوده‌است. گویا سفری به روم و ممالک فرنگ هم کرده‌است.
از آن‌جا که شاه عباس دوم محضر و شعر طرزی را دوست داشت و سفرهای شاعر شاه را از نکته‌گویی و همدمی وی محروم می‌کرد، سرانجام، پای او را به زنجیر زناشویی ببست. خود گوید:
| شد آن که قوّتِ پروازِ هر دیارم بود |  | تَأَهُّلیدم و ماندم چو مرغِ دامیده |
| مرا به سرحدِ تبریز کدخداییدن     |  | ز سیر و شعر بِقَیْدیده و لُجامیده |

دربارهٔ منش و اعتقاد طرزی آنچه بیش از همه آشکار است دل‌بستگی وی به اهل بیت و علی بن ابی‌طالب است. چنان‌که گفته:
| در مجمعی که مرتبه می‌قِسْمَتَند من |  | می‌خواهم از علی ولیُ‌اللّه مرتبه    |
| ***                           |  |                                 |
| یک علی‌بن‌ابی‌طالب نمازِ وقت کو   |  | گرچه شمشیریده بسیار ابن‌ملجم است |
| ***                           |  |                                 |
| وِردِ سحرش به دفعِ اغیار         |  | با شاهِ ولایت است طرزی           |

طرزی تخلّص خود را از طرز و شیوهٔ نوینی که خود ابداع کرده بود برگرفته و همواره بدان طرز می‌بالیده‌است:
| تو را طرزیا صدهزاران آفرین |  | که طرزِ غریبی جدیدیده‌ای |

یا:
| به طرزِ تازه طرزی طرازد هر زمان طرزی |  | ز حق مگذر حسودا گفتهٔ طرزی صفا دارد |

## طرز شعر
طرزی مبتکر طرزی نوین در سخن‌سرایی بود. بدیعه‌گو و ظرافت‌جو بود و در اشعار خود مصادر و ترکیب‌های جعلی به‌کار می‌برد. در برخورد نخست با شعر و شیوهٔ طرزی، خواننده کمی احساس غریبی می‌کند و حتی ممکن است شعر را نامفهوم و شاعر را ناچیره انگارد؛ اما پس از انس و اُخت‌شدن، معلوم می‌شود که شاعر، با چیرگی و در عین حال با قانونمندی اقدام به ساختن مصدرهای ساختگی و صیغه‌های جعلی می‌کند. چنان‌که خودش گفته:
| گر چه طرزِ نو اختراعیدم |  | جانبِ نظم را مُراعیدم |

این طرزِ نو عبارت است از ساختنِ فعل از نام کسان و جای‌ها، اسم عام، متعدّی‌کردنِ فعل لازم و به تعبیری ساختنِ فعل منحوت.

## انتشار آثار
دیوان کامل طرزی افشار به همت محمد تمدن در سال ۱۳۰۹ خورشیدی به چاپ رسید و در سال ۱۳۳۸ تجدید چاپ گردید.

## نمونه شعر
| ز من یوسفا چون بعیدیده‌ای |  | چو یعقوب چشمم سفیدیده‌ای     |
| دریدیده‌ای تیغ غمزه‌زدن    |  | مرا از تغافل شهیدیده‌ای      |
| ز نخل وصالت نمیویده‌ام    |  | مرنج، ای صنوبر، که بیدیده‌ای |
| فغانیده‌ام چون نهانیده‌ای  |  | ز خود رفته‌ام چون پدیدیده‌ای  |
| چو دوری ز شکرلبان زاهدا  |  | از آن چون مگس‌ها قدیدیده‌ای   |
| به قصد قلوب اسیران عشق   |  | خناجیر مژگان حدیدیده‌ای      |
| تو را طرزیا صدهزار آفرین |  | که طرز غریبی جدیدیده‌ای      |

## پی‌نوشت
1. ↑  محدث‌زاده و  عباسی، اثرآفرینان، ج۱-ششم.
2. ↑  انزابی‌نژاد، «طرزی افشار شاعری…»، نامهٔ فرهنگستان، ۹۶.
3. 1 2 3 4 5 6 7 8 9  طرزی افشار.
4. ↑  انزابی‌نژاد، «طرزی افشار شاعری…»، نامهٔ فرهنگستان، ۹۶.
5. ↑  انزابی‌نژاد، «طرزی افشار شاعری…»، نامهٔ فرهنگستان، ۹۷.
6. ↑  انزابی‌نژاد، «طرزی افشار شاعری…»، نامهٔ فرهنگستان، ۹۷.
7. ↑  انزابی‌نژاد، «طرزی افشار شاعری…»، نامهٔ فرهنگستان، ۹۷.
8. ↑  انزابی‌نژاد، «طرزی افشار شاعری…»، نامهٔ فرهنگستان، ۹۷.
9. ↑  انزابی‌نژاد، «طرزی افشار شاعری…»، نامهٔ فرهنگستان، ۹۷.
10. ↑  محدث‌زاده و  عباسی، اثرآفرینان، ج۱-ششم.
11. ↑  محدث‌زاده و  عباسی، اثرآفرینان، ج۱-ششم.
12. ↑  محدث‌زاده و  عباسی، اثرآفرینان، ج۱-ششم.
13. ↑  انزابی‌نژاد، «طرزی افشار شاعری…»، نامهٔ فرهنگستان، ۹۸.
14. ↑  انزابی‌نژاد، «طرزی افشار شاعری…»، نامهٔ فرهنگستان، ۹۸.
15. ↑  طرزی افشار.
16. ↑  انزابی‌نژاد، «طرزی افشار شاعری…»، نامهٔ فرهنگستان، ۹۸.
17. ↑  انزابی‌نژاد، «طرزی افشار شاعری…»، نامهٔ فرهنگستان، ۹۶.